# 利哈準舌唇魚
利哈準舌唇魚（学名：Lobocheilos lehat）为輻鰭魚綱鯉形目鲤科準舌唇魚属的鱼类。分布於亞洲爪哇島，體長可達22.5公分，棲息在底層水域。

## 扩展阅读
維基物種上的相關：利哈準舌唇魚